# Thesium hollandii
Thesium hollandii är en sandelträdsväxtart som beskrevs av Robert Harold Compton. Thesium hollandii ingår i släktet spindelörter, och familjen sandelträdsväxter. Inga underarter finns listade i Catalogue of Life.